# Синотаксовые пауки
Синотаксовые пауки (лат. Synotaxidae) — маленькое семейство аранеоморфных пауков, насчитывающее 68 видов из 13 родов и 3 подсемейств.

## Распространение
Виды семейства встречаются в Центральной и Южной Америки, Новой Зеландии и Австралии.

## Классификация
Категоризация по подсемействам ссылаясь на Биологический Каталог Joel Hallan:
- Pahorinae Forster, Platnick & Coddington, 1990 — эндемики Новой Зеландии

- Nomaua Forster, 1990
- Pahora Forster, 1990
- Pahoroides Forster, 1990
- Runga Forster, 1990
- Wairua Forster, 1990

- Physogleninae Petrunkevitch, 1928

- Meringa Forster, 1990 — Новая Зеландия
- Paratupua Platnick, 1990 — Австралия
- Physoglenes Simon, 1904 — Чили
- Tupua Platnick, 1990 — Тасмания

- Synotaxinae Simon, 1894

- Calcarsynotaxus Wunderlich, 1995 — Австралия
- Chileotaxus Platnick, 1990 — Чили
- Synotaxus Simon, 1895 — Южная Америка

- incertae sedis

- Mangua Forster, 1990 — Новая Зеландия